# Al-Bir Tahtani
al-Bir Tahtani (tiếng Ả Rập: البير التحتاني, đã Latinh hoá: al-Bīr at-Taḥtānī) là một ngôi làng ở phía bắc tỉnh Aleppo, miền bắc Syria. Nằm trên đồng bằng Manbij phía bắc, chỉ cách 1,5 kilômét (0,93 mi) về phía nam biên giới với tỉnh Gaziantep của Thổ Nhĩ Kỳ, ngôi làng nằm cách 11 km (6,8 mi) về phía tây nam của Jarabulus và sông Euphrates. Với 179 cư dân, theo điều tra dân số năm 2004, al-Bir Tahtani về mặt hành chính thuộc về Nahiya Jarabulus trong Quận Jarabulus. Các địa phương lân cận bao gồm al-Haluwaniyah 2,5 km (1,6 mi) về phía đông bắc, và al-Bir Fawqani cách 2 km (1,2 mi) về phía tây nam.